# Anomis sumatrana
Anomis sumatrana är en fjärilsart som beskrevs av Swinhoe 1920. Anomis sumatrana ingår i släktet Anomis och familjen nattflyn. Inga underarter finns listade i Catalogue of Life.